# گذرنامه موریسی
گذرنامهٔ موریسی یک مدرک سفر بین‌المللی است که توسط کشور موریس صادر می‌شود و بنا بر داده‌های سال ۲۰۲۳، دارندگان آن می‌توانستند به ۱۴۸ کشور دیگر بدون دریافت ویزا سفر کنند یا ویزا را در بدو ورود دریافت نمایند. این گذرنامه بر اساس رتبه‌بندی شاخص گذرنامهٔ هنلی در سال ۲۰۲۳ در رتبهٔ ۲۹ قرار داشت.